# جزيرة متصلة

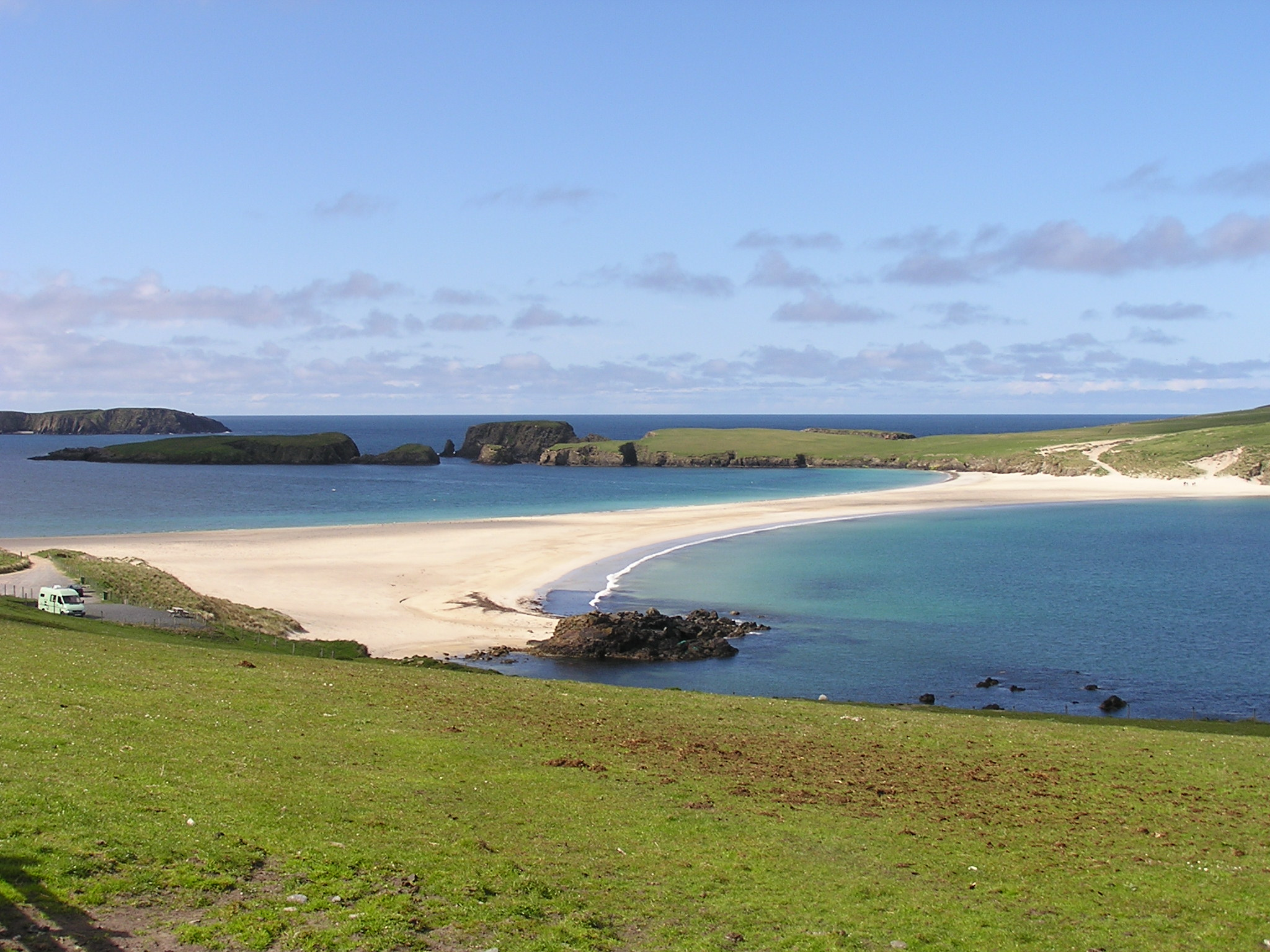
جزيرة سانت نينيان

جزيرة مُتَّصِلَة (بالإنجليزية: Tied island)‏ هي نوع من أشباه الجزر لا يربطها باليابسة سوى ممر رملي. من بين الأمثلة، جزيرة بورتلاند الواقعة على الضفة الجنوبية لإنجلترا؛ كانت في السابق جزيرة منفصلة و أصبح الآن يصلها بالبر الرئسي شاطئ شيزيل. كذلك جزيرة سانت نينيان شمال المملكة المتحدة.

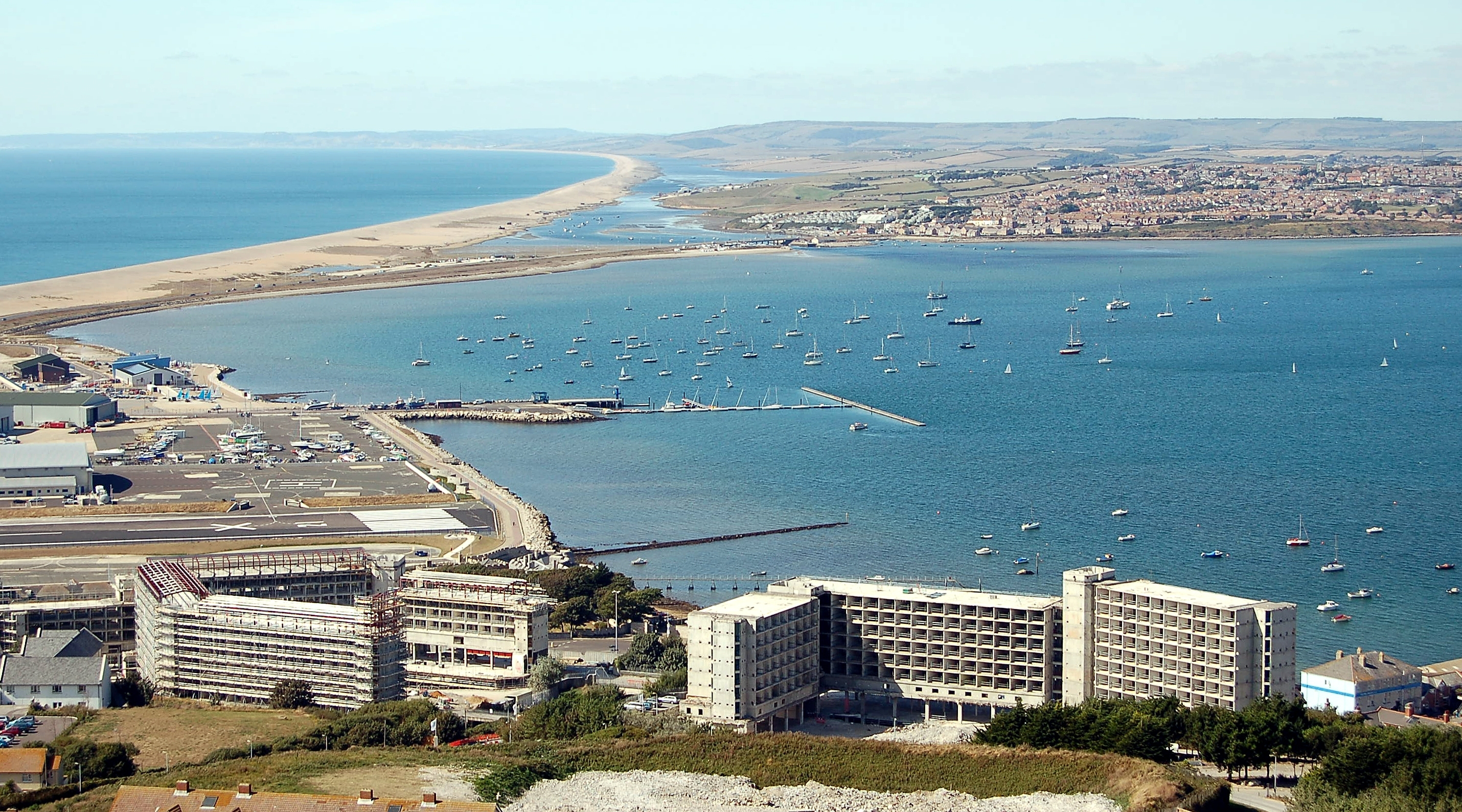
نظرة من جزيرة بورتلاند تطل على البر الرئيسى لبريطانيا العظمى.إلى اليسار، شاطئ شيزيل الرابط بين الجزيرة و البر الرئسي.